# Томашево (Ліпновський повіт)
Томашево (пол. Tomaszewo, нім. Thomsfelde) — село в Польщі, у гміні Ліпно Ліпновського повіту Куявсько-Поморського воєводства.
Населення — 145 осіб (2011).
У 1975-1998 роках село належало до Влоцлавського воєводства.

## Демографія
Демографічна структура станом на 31 березня 2011 року:
|          | Загалом | Допрацездатний вік | Працездатний вік | Постпрацездатний вік |
| -------- | ------- | ------------------ | ---------------- | -------------------- |
| Чоловіки | 73      | 14                 | 50               | 9                    |
| Жінки    | 72      | 16                 | 45               | 11                   |
| Разом    | 145     | 30                 | 95               | 20                   |